# جيريش ساران أغاروال
جيريش ساران أغاروال (بالإنجليزية: Girish Agarwal)‏ ، زميل في الجمعية الملكية، المملكة المتحدة (7 يوليو 1946) وعالم فيزيائي متخصص في مجال الفيزياء النظرية. يشغل حاليا منصب رئيس مؤسسة نوبل وأستاذ الحكام في جامعة ولاية أوكلاهوما، ستيلووتر، الولايات المتحدة، وهي شركة رائدة عالمياً في مجال البصريات النظرية وبصريات الكم.